# Alive in an Ultra World
| Críticas profissionais | Críticas profissionais |
| Avaliações da crítica  | Avaliações da crítica  |
| Fonte                  | Avaliação              |
| ---------------------- | ---------------------- |
| Allmusic               | [ 1 ]                  |

Alive in an Ultra World é o primeiro álbum ao vivo do guitarrista virtuoso estadunidense Steve Vai. Lançado apenas em CD em 2001, ele é composto por 2 cds. Exceção a canção "Devil's Food", todas as outras músicas são inéditas, e das 15 faixas, apenas 2 não são instrumentais (Alive in an Ultra World e Light of the Moon).
As musicas foram gravadas durante a turnê The Ultra Zone, e cada uma é dedicada a um país pelo qual a turnê passou. Elas foram criadas através de um verdadeiro estudo antropológico sobre a cultura de cada um dos homenageados, trazendo assim a sonoridade cultural de cada país.
A canção Whispering a Prayer foi indicada ao Grammy, categoria Best Rock Instrumental Performance.

## Faixas
- Todas as músicas foram escritas por Steve Vai.

### Disco 1
| N.º | Título                    | Composta em homenagem a   | Duração |  |
| 1.  | "Giant Balls of Gold"     | Canção para a Polônia     | 4:45    |  |
| 2.  | "Burning Rain"            | Canção para o Japão       | 4:50    |  |
| 3.  | "The Black Forest"        | Canção para a Alemanha    | 6:38    |  |
| 4.  | "Alive in an Ultra World" | Canção para a Eslovênia   | 3:53    |  |
| 5.  | "Devil's Food"            | Canção para a Holanda     | 10:09   |  |
| 6.  | "Blood and Glory"         | Canção para o Reino Unido | 4:53    |  |
| 7.  | "Whispering a Prayer"     | Canção para a Irlanda     | 8:45    |  |
| 8.  | "Iberian Jewel"           | Canção para a Espanha     | 4:38    |  |

### Disco 2
| N.º | Título                           | Composta em homenagem a | Duração |  |
| 1.  | "The Power of Bombos"            | Canção para a Grécia    | 5:04    |  |
| 2.  | "Incantation"                    | Canção para a Bulgária  | 8:53    |  |
| 3.  | "Light of the Moon""             | Canção para a Austrália | 5:47    |  |
| 4.  | "Babushka"                       | Canção para a Romênia   | 6:42    |  |
| 5.  | "Being with You (In Paris)"      | Canção para a França    | 6:24    |  |
| 6.  | "Principessa"                    | Canção para a Itália    | 5:51    |  |
| 7.  | "Brandos Costumes (Gentle Ways)" | Canção para Portugal    | 6:04    |  |

| Bonus-Track do álbum lançado no Japão |              |                         |         |  |
| N.º                                   | Título       | Composta em homenagem a | Duração |  |
| 8.                                    | "Maple Leaf" | Canção para o Canadá    | 2:28    |  |

## Músicos
- Steve Vai -  Guitarra & Vocais
- Mike Keneally - Teclados, Guitarra & Vocais
- Dave Weiner - Guitarra, Violão & Cítara
- Philip Bynoe - Baixo & Vocais
- Mike Mangini - Bateria
- Chris Frazier (Bateria em “Whispering A Prayer”)
- Eric Goldberg (Teclados em “Whispering A Prayer”)
- John Pustai - Spoken words em Being with You (In Paris)

## Prêmios e Indicações
| Ano  | Canção              | Prêmio        | Indicação                          | Resultado |
| ---- | ------------------- | ------------- | ---------------------------------- | --------- |
| 2001 | Whispering a Prayer | Grammy Awards | Best Rock Instrumental Performance | Indicado  |